# F-11D
docomo with series ARROWS Me F-11D（ドコモ ウィズシリーズ アローズ ミー エフイチイチディー）は、富士通によって開発された、NTTドコモの第3世代移動通信システム（FOMA）端末である。docomo with seriesのひとつ。

## 概要
ARROWS Kiss F-03Dの派生モデルで、主に40代ユーザーをメインターゲットに、フィーチャーフォンから初めてスマートフォンへ乗り換えるユーザーを対象に開発されたスマートフォンである。
ある程度機能を絞ったらくらくスマートフォンと違い、基本的な機能には対応している。無論、Googleアカウントも利用する。
また同社製のフィーチャーフォンからの機種変更をサポートする「かんたんお引っ越し」アプリを搭載しており、microSD経由で同社製のフィーチャーフォンに保存されたアドレス帳やメールデータなどを一括で移動させることが可能である。
IPX5・IPX8の防水性能を有している。またおサイフケータイ・ワンセグ・赤外線通信といった基本機能のほか、カーオーディオなどで本体の音楽が楽しめるFMトランスミッター、広辞苑第六版やリーダーズ英和辞典など、音声ファイルや動画ファイルに対応したマルチメディア辞書を含む29種類の辞書を収録した「富士通モバイル統合辞書+」も搭載している。さらに内蔵壁紙は自然風景や動物など、50種類をプリインストールしている。
なお、モバキャス・Xi・おくだけ充電には対応していない。DLNAには対応しているが、DTCP-IPはサポートしていない。

## 主な機能
| 主な対応サービス                                 | 主な対応サービス                         | 主な対応サービス                       | 主な対応サービス                              |
| ------------------------------------------------ | ---------------------------------------- | -------------------------------------- | --------------------------------------------- |
| タッチパネル／加速度センサー                     | Xi／FOMAハイスピード                     | Bluetooth                              | DCMX／おサイフケータイ／赤外線／トルカ        |
| ワンセグ／モバキャス                             | メロディコール                           | テザリング                             | WiFi IEEE802.11b/g/n                          |
| GPS                                              | spモード／電話帳バックアップ             | デコメール／デコメ絵文字／デコメアニメ | iチャネル                                     |
| エリアメール／ソフトウェアーアップデート自動更新 | デジタルオーディオプレーヤー(WMA)(MP3他) | GSM／3Gローミング（WORLD WING）        | フルブラウザ／Flash Player                    |
| Google Play／dメニュー／dマーケット              | Gmail／Google Talk／YouTube／Picasa      | バーコードリーダ／名刺リーダ           | ドコモ地図ナビ／Google Maps／ストリートビュー |

## 歴史
- 2012年5月16日 - NTTドコモより発表。
- 2012年8月10日 - 事前予約開始。
- 2012年8月15日 - 発売開始。

## アップデート
2012年10月1日に以下の不具合の修正がソフトウェアアップデートによって行われた。
- 画面がOFFの状態で電源キーやホームキーを押しても、まれに画面がONにならない場合がある。